# Lamprosema hebitare
Lamprosema hebitare là một loài bướm đêm trong họ Crambidae.